# Těchobuz
Těchobuz es una localidad del distrito de Pelhřimov en la región de Vysočina, República Checa, con una población estimada a principio del año 2018 de 80 habitantes. 
Se encuentra ubicada al oeste de la región, cerca de la orilla del río Sázava —un afluente derecho del río Moldava— y de las regiones de Bohemia Meridional y Bohemia Central.

## Galería

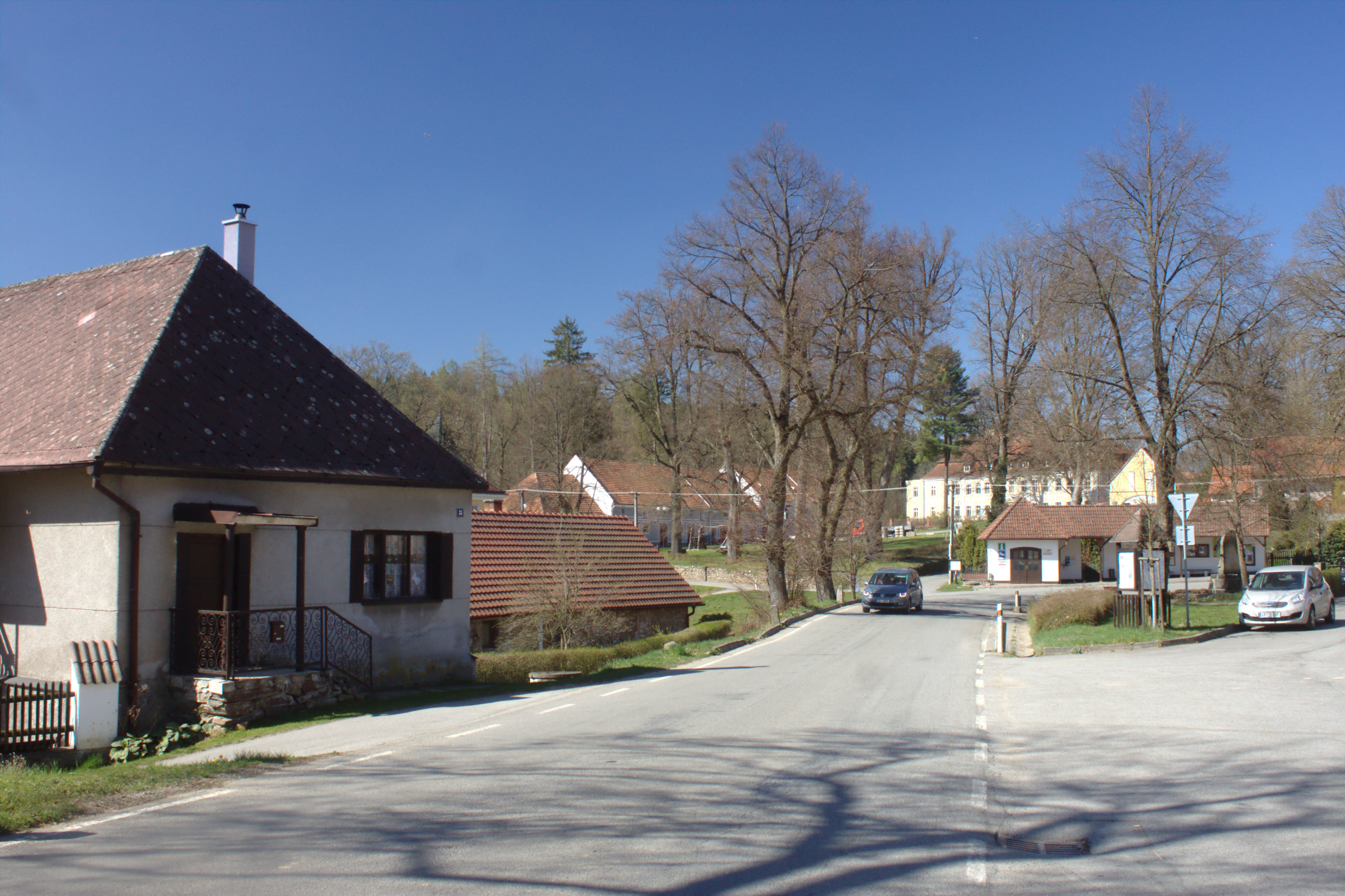
La calle mayor
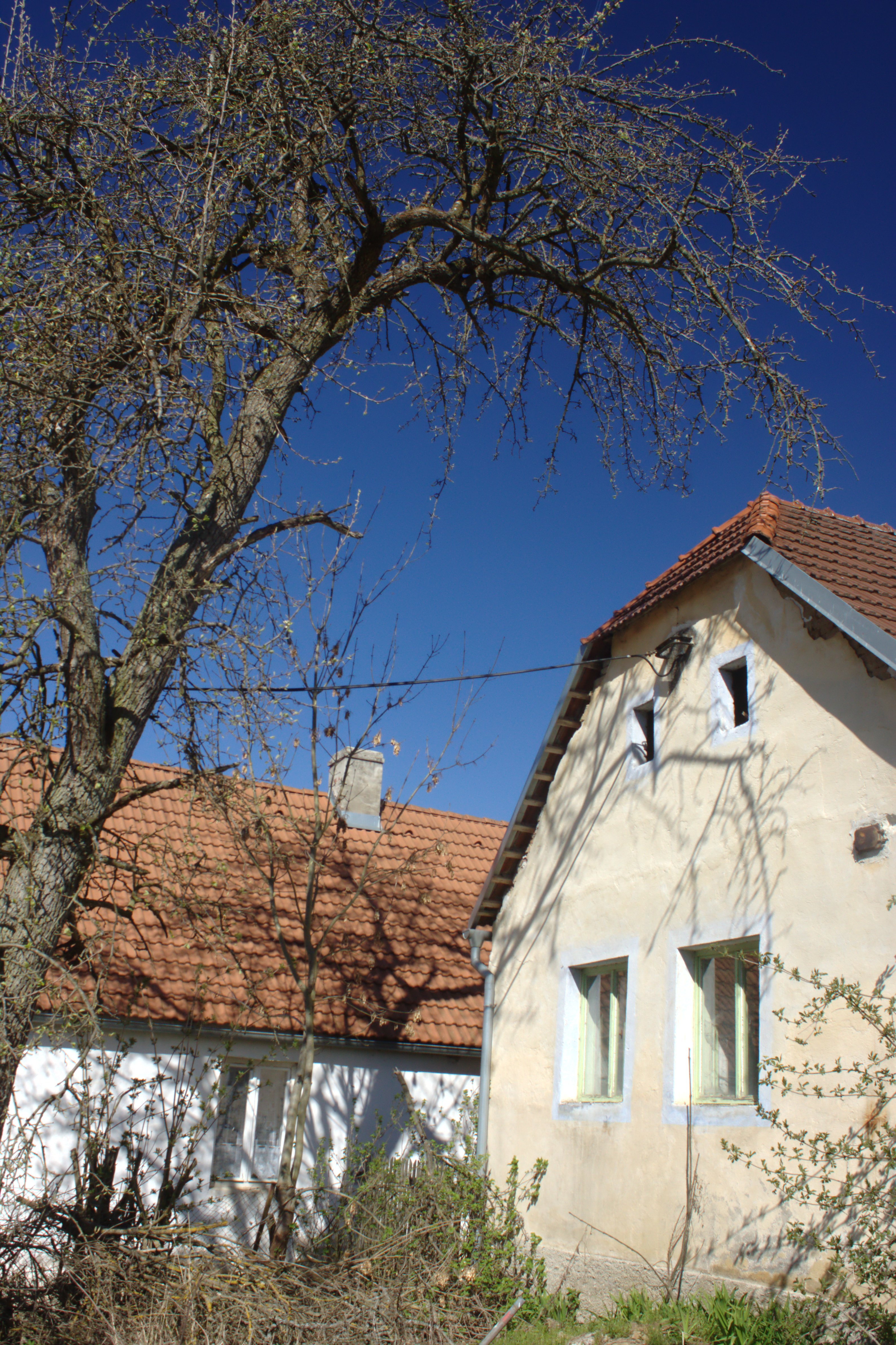
Casa con perral (primavera 2019)
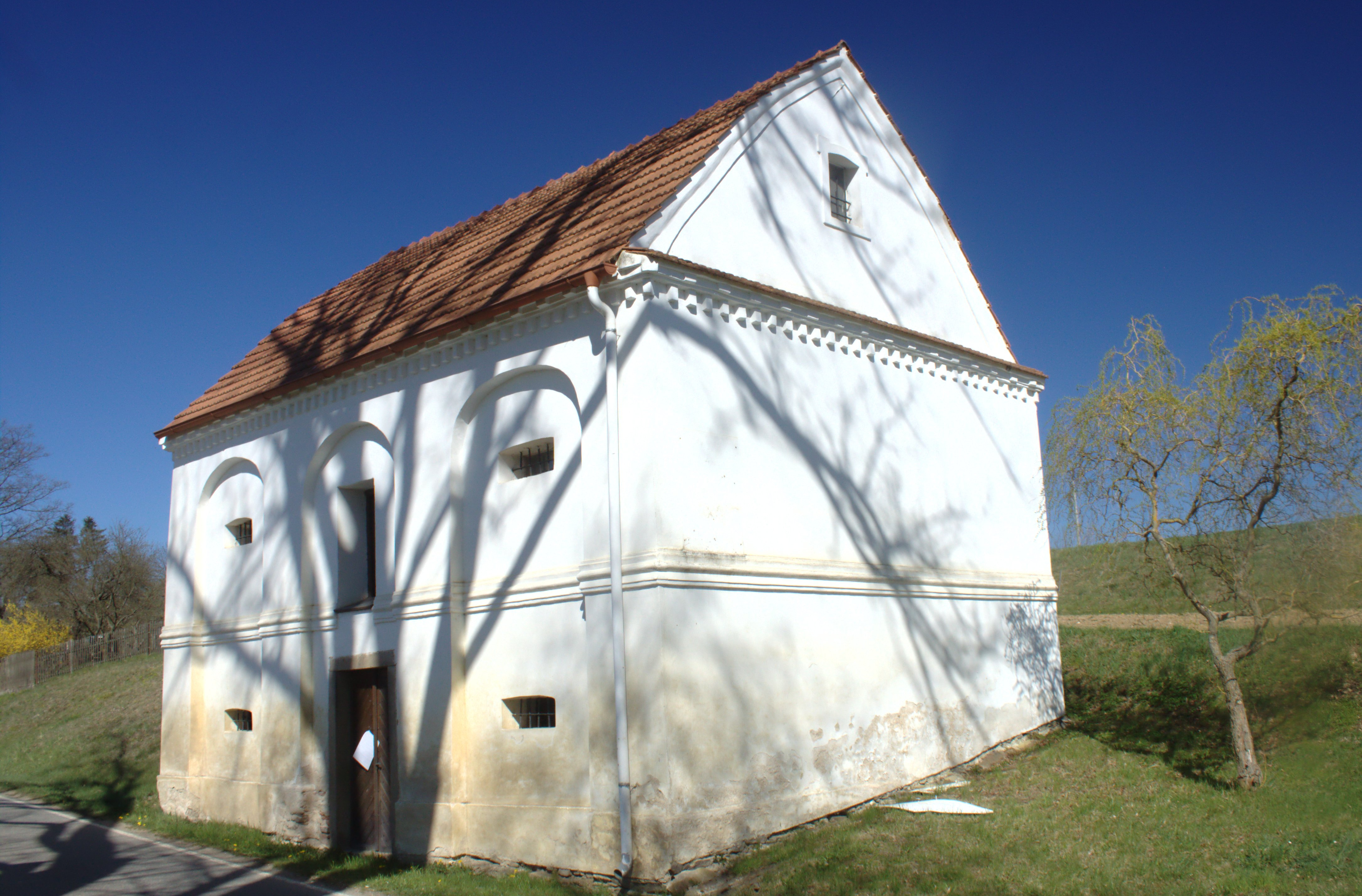
Casa para el grano vieja